# Ernst Wagner (Archäologe)

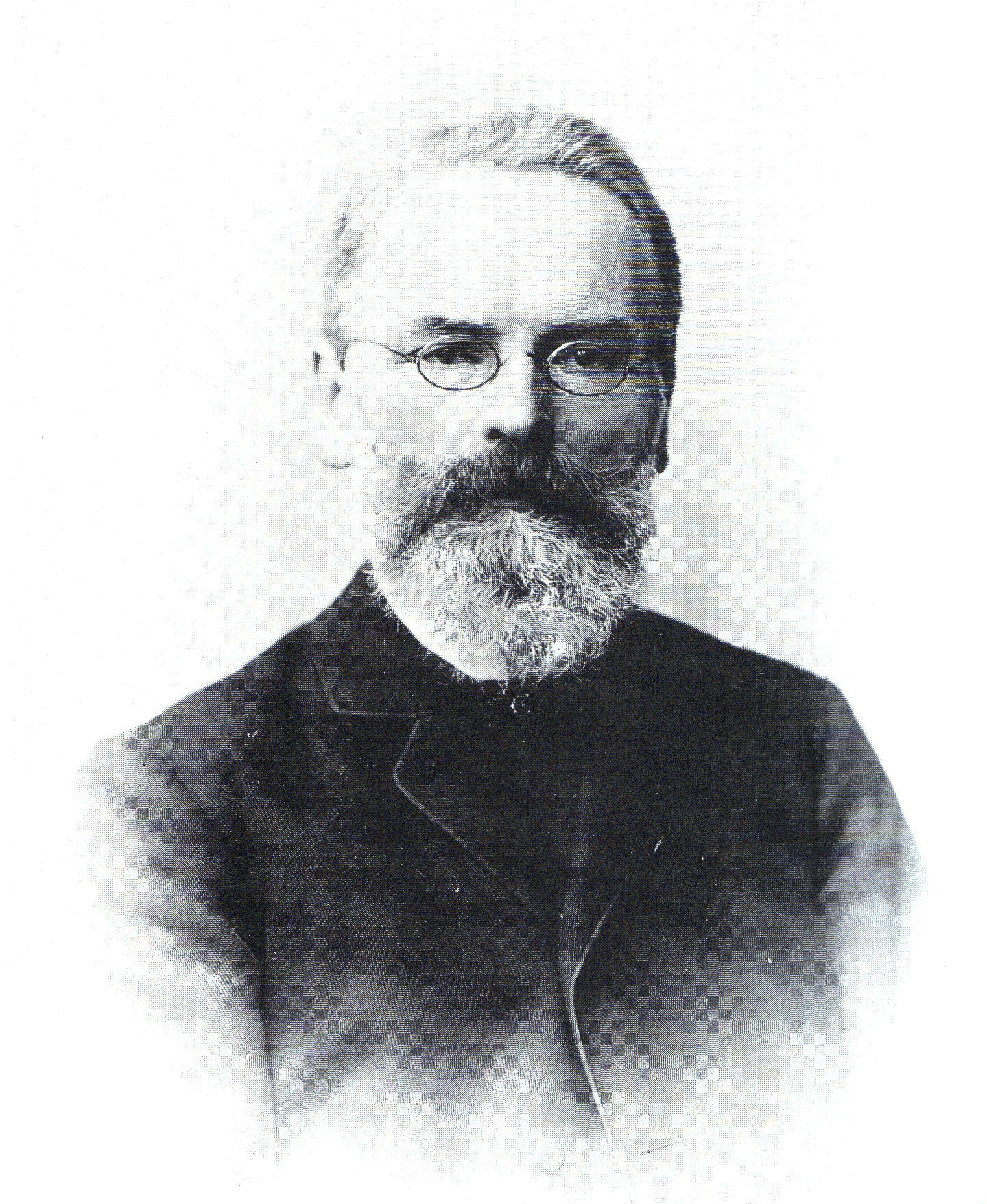
Ernst Wagner

Ernst Hermann Wagner (* 5. April 1832 in Karlsruhe; † 7. März 1920 ebenda) war ein deutscher Lehrer und Archäologe, der in Baden tätig war.

## Leben
Ernst Wagner, Sohn von Karl Friedrich Hermann Wagner (1804–1872), Stadtpfarrer und Lehrer in Schwäbisch Gmünd, studierte evangelische Theologie und Philologie an der Universität Tübingen, wo er Mitglied der Tübinger Königsgesellschaft Roigel wurde. 1854 legte er die erste theologische Dienstprüfung ab und arbeitete 1855/56 als Lehrer in der privaten Erziehungsanstalt von Geheimrat Gerd Eilers in Freiimfelde bei Halle, 1856/57 als Stadtvikar in Schwäbisch Gmünd und 1857/58 als Lehramtspraktikant in Ludwigsburg. Im Jahr 1858 wurde er in Tübingen bei Ferdinand Christian Baur zum Dr. theol. promoviert und war dann bis 1860 als Repetent am Evangelisch-theologischen Seminar in Schöntal tätig. 1861 bis 1863 verbrachte er als Erzieher der Kinder von Lord Russell einen Aufenthalt in London. 1864 kehrte er als Lehramtspraktikant an die Oberrealschule in Tübingen zurück und war dann von Oktober 1864 bis 1875 Erzieher des Erbgroßherzogs Friedrich in Karlsruhe mit dem Titel Professor. Ab 1867 leitete er zugleich die Friedrichschule in Karlsruhe. Von 1875 bis zu seinem Ruhestand 1919 übernahm Wagner die Leitung der Großherzoglichen Sammlung für Altertums- und Völkerkunde in Karlsruhe als Großherzoglicher Conservator der Alterthümer und der mit ihnen vereinigten Sammlungen in Baden und war für die Denkmalpflege im Großherzogtum Baden zuständig. Als Archäologe legte er ein wegweisendes Verzeichnis archäologischer Fundstellen an. Bedeutend wurden Wagners Forschungen zur Bronzezeit und Urnenfelderkultur.
Ernst Wagner war Mitglied zahlreicher gelehrter Vereinigungen, so der Badischen Historischen Kommission (1883), des Verwaltungsausschusses des Germanischen Nationalmuseums in Nürnberg (1884); des Württembergischen Altertumsvereins (Ehrenmitglied 1887), der Reichs-Limeskommission (1892); des Vereins für Geschichte der Baar in Donaueschingen (Ehrenmitglied 1895); des Naturwissenschaftlichen Vereins in Karlsruhe (Ehrenmitglied 1908); des Karlsruher Kunstvereins (Ehrenvorstand 1909); des Deutschen Archäologischen Instituts, des Aufsichtsrats des Römisch-Germanischen Zentralmuseums in Mainz sowie korrespondierendes Mitglied der Société royale d’archéologie de Bruxelles. 1892 wurde er zum Geheimen Rat III. Klasse, 1906 zum Geheimer Rat II. Klasse und 1914 zum Wirklicher Geheimer Rat ernannt.

## Auszeichnungen
Im Jahr 1908 wurde er Dr. phil. h. c. der Universität Tübingen.
Wagner wurde als Prinzenerzieher und Gelehrter vielfach geehrt, so erhielt er das Ritterkreuz I. Klasse des Ordens vom Zähringer Löwen (1871), mit Eichenlaub und Preußischer Kronenorden III. Klasse (1873), den Preußischen Roter Adlerorden IV. Klasse (1872), das Kommandeurskreuz II. Klasse des Norwegischen St. Olaf-Ordens (1881), das Kommandeurkreuz II. Klasse (1896), mit Eichenlaub (1900) des Ordens Berthold I. (1904), mit Stern (1912), den Stern zum bayerischen Michaels-Orden II. Klasse (1909) und das Kriegsverdienstkreuz (1917).

## Schriften (Auswahl)
- Die grossherzoglich badische Alterthümersammlung in Carlsruhe. Auswahl ihrer besten und lehrreichsten Gegenstände aus dem Gebiete der antiken Kunst und Kunsttechnik. 3 Hefte, Karlsruhe 1877–1881.
- Antike Bronzen der Grossherzoglich Badischen Alterthümersammlung in Karlsruhe. 3 Hefte, Karlsruhe 1883–1885.
- Hügelgräber und Urnenfriedhöfe in Baden. G. Braun’sche Hofbuchhandlung, Karlsruhe 1885.
- Fundstätten und Funde aus vorgeschichtlicher, römischer und alamannisch-fränkischer Zeit im Großherzogtum Baden. J. C. B. Mohr (Paul Siebeck), Tübingen 1908/11.

1. Das badische Oberland. Kreise Konstanz, Villingen, Waldshut, Lörrach, Freiburg, Offenburg. 1908 (mit einem Beitrag von Ferdinand Haug).
2. Das badische Unterland. Kreise Baden, Karlsruhe, Mannheim, Heidelberg, Mosbach. 1911.